# Lista de primeiros-ministros dos Camarões
Esta lista de primeiros-ministros dos Camarões compreende as pessoas que exerceram a chefia de governo desde a independência dos Camarões Orientais de França, em 1960, até à atualidade.
A posição existe na parte oriental dos Camarões desde a independência de França, em 1960. Quando a parte ocidental conquistou a independência do Reino Unido, em 1961, as duas partes da federação mantiveram a sua autonomia e cada um continuou com um primeiro-ministro. Em 1972, os Camarões tornaram-se um estado unitário e a posição de primeiro-ministro ficou temporariamente vaga. Em 1972, Paul Biya foi apontado para primeiro-ministro de todos os Camarões. Depois de Biya ter subido ao poder como presidente dos Camarões, o cargo de primeiro-ministro ficou vago, entre 1984 e 1991.
O atual primeiro-ministro é Joseph Ngute, da Reunião Democrática do Povo de Camarões (RDPC), desde 2019.

## Primeiros-ministros
Partidos políticos
- União Camaronesa (UC)
- União Nacional Camaronesa (UNC)
- Partido Democrático Nacional de Camarões (KNDP)
- Reunião Democrática do Povo de Camarões (RDPC)

### República dos Camarões
| Nº | Imagem | Nome (Nascimento–Morte)    | Mandato              | Mandato              | Mandato         | Partido | Presidente  |
| Nº | Imagem | Nome (Nascimento–Morte)    | Início               | Fim                  | Tempo           | Partido | Presidente  |
| -- | ------ | -------------------------- | -------------------- | -------------------- | --------------- | ------- | ----------- |
| 1  |        | Ahmadou Ahidjo (1924–1989) | 1 de janeiro de 1960 | 5 de maio de 1960    | 125 dias        | UC      | Ele próprio |
| 2  |        | Charles Assalé (1911–1999) | 5 de maio de 1960    | 1 de outubro de 1961 | 1 ano, 139 dias | UC      | Ahidjo      |

### República Federal dos Camarões

#### Camarões Orientais
| Nº | Imagem | Nome (Nascimento–Morte)            | Mandato                | Mandato                | Mandato          | Partido                        | Presidente |
| Nº | Imagem | Nome (Nascimento–Morte)            | Início                 | Fim                    | Tempo            | Partido                        | Presidente |
| -- | ------ | ---------------------------------- | ---------------------- | ---------------------- | ---------------- | ------------------------------ | ---------- |
| 1  |        | Charles Assalé (1911–1999)         | 1 de outubro de 1961   | 19 de junho de 1965    | 3 anos, 261 dias | UC                             | Ahidjo     |
| 2  |        | Vincent de Paul Ahanda (1918–1975) | 19 de junho de 1965    | 20 de novembro de 1965 | 154 dias         | UC                             | Ahidjo     |
| 3  |        | Simon Pierre Tchoungui (1916–1997) | 20 de novembro de 1965 | 2 de junho de 1972     | 6 anos, 195 dias | UC (até 1966) UNC (desde 1966) | Ahidjo     |

#### Camarões Ocidentais
| Nº | Imagem | Nome (Nascimento–Morte)          | Mandato               | Mandato               | Mandato          | Partido                          | Presidente |
| Nº | Imagem | Nome (Nascimento–Morte)          | Início                | Fim                   | Tempo            | Partido                          | Presidente |
| -- | ------ | -------------------------------- | --------------------- | --------------------- | ---------------- | -------------------------------- | ---------- |
| 1  |        | John Ngu Foncha (1916–1999)      | 1 de outubro de 1961  | 13 de maio de 1965    | 3 anos, 224 dias | KNDP                             | Ahidjo     |
| 2  |        | Augustine Ngom Jua (1929–1977)   | 13 de maio de 1965    | 11 de janeiro de 1968 | 3 anos, 182 dias | KNDP (até 1966) UNC (desde 1966) | Ahidjo     |
| 3  |        | Salomon Tandeng Muna (1912–2002) | 11 de janeiro de 1968 | 2 de junho de 1972    | 4 anos, 143 dias | UNC                              | Ahidjo     |

### República Unida dos Camarões
| Nº                                                       | Imagem | Nome (Nascimento–Morte)     | Mandato               | Mandato                                      | Mandato          | Partido | Presidente |
| Nº                                                       | Imagem | Nome (Nascimento–Morte)     | Início                | Fim                                          | Tempo            | Partido | Presidente |
| -------------------------------------------------------- | ------ | --------------------------- | --------------------- | -------------------------------------------- | ---------------- | ------- | ---------- |
| Cargo abolido (2 de junho de 1972 – 30 de junho de 1975) |        |                             |                       |                                              |                  |         |            |
| 1                                                        |        | Paul Biya (1933–)           | 30 de junho de 1975   | 6 de novembro de 1982 (se tornou presidente) | 7 anos, 129 dias | UNC     | Ahidjo     |
| 2                                                        |        | Bello Bouba Maigari (1947–) | 6 de novembro de 1982 | 22 de agosto de 1983                         | 289 dias         | UNC     | Biya       |
| 3                                                        |        | Luc Ayang (1947–)           | 22 de agosto de 1983  | 25 de janeiro de 1984                        | 156 dias         | UNC     | Biya       |

### República dos Camarões
| Nº                                                          | Imagem | Nome (Nascimento–Morte)       | Mandato                | Mandato                | Mandato           | Partido | Presidente |
| Nº                                                          | Imagem | Nome (Nascimento–Morte)       | Início                 | Fim                    | Tempo             | Partido | Presidente |
| ----------------------------------------------------------- | ------ | ----------------------------- | ---------------------- | ---------------------- | ----------------- | ------- | ---------- |
| Cargo abolido (25 de janeiro de 1984 e 26 de abril de 1991) |        |                               |                        |                        |                   |         |            |
| 1                                                           |        | Sadou Hayatou (1942–2019)     | 26 de abril de 1991    | 9 de abril de 1992     | 349 dias          | RDPC    | Biya       |
| 2                                                           |        | Simon Achidi Achu (1934–2021) | 9 de abril de 1992     | 19 de setembro de 1996 | 4 anos, 163 dias  | RDPC    | Biya       |
| 3                                                           |        | Peter Mafany Musonge (1942–)  | 19 de setembro de 1996 | 8 de dezembro de 2004  | 8 anos, 80 dias   | RDPC    | Biya       |
| 4                                                           |        | Ephraïm Inoni (1947–)         | 8 de dezembro de 2004  | 30 de junho de 2009    | 4 anos, 204 dias  | RDPC    | Biya       |
| 5                                                           |        | Philémon Yang (1947–)         | 30 de junho de 2009    | 4 de janeiro de 2019   | 9 anos e 188 dias | RDPC    | Biya       |
| 6                                                           |        | Joseph Ngute (1954–)          | 4 de janeiro de 2019   | —                      | 6 anos e 77 dias  | RDPC    | Biya       |